# Fukuoka Prefectural Museum of Art
Das Fukuoka Prefectural Museum of Art (englisch für japanisch 福岡県立美術館 Fukuoka-kenritsu bijutsukan, „präfekturbetriebenes Kunstmuseum Fukuoka/Kunstmuseum der Präfektur Fukuoka“) wurde am 3. November 1985 eröffnet und befindet sich im Stadtteil Tenjin des Chūō Ward von Fukuoka City, der prefectural capital von Fukuoka, Japan. Das Museum ist besonders auf Kunstwerke aus der Präfektur Fukuoka und der Region Kyūshū spezialisiert und besitzt eine Sammlung von Werken bedeutender lokaler Künstler, darunter Koga Harue.

## Geschichte
Das Kunstmuseum der Präfektur Fukuoka hat seinen Ursprung im Kulturzentrum der Präfektur Fukuoka, das am 3. November 1964 im Suzaki-Park im Stadtteil Tenjin in Fukuoka eröffnet wurde. Dieses Kulturzentrum, das ein Kunstmuseum und eine Bibliothek vereinte, wurde von dem Architekten Sato Takeo entworfen, der es als „kulturelles Symbol der Präfektur Fukuoka“ plante. Bereits ein Jahr nach der Eröffnung wurde das Zentrum durch die „Tutanchamun-Ausstellung“ bekannt, die rund 590.000 Besucher anzog. Die langen Besucherschlangen haben sich nachhaltig in das kollektive Gedächtnis eingeprägt.  
Das Kulturzentrum organisierte Ausstellungen über moderne japanische Malerei, westlich inspirierte Stile, Skulpturen und Kunsthandwerk aus der Präfektur Fukuoka. Nach etwa zwei Jahrzehnten wurden Museum und Bibliothek getrennt: Das Kunstmuseum wurde nach einem Umbau am 3. November 1985 als Fukuoka Prefectural Museum of Art wiedereröffnet. Die Bibliothek war bereits 1983 als Fukuoka Prefectural Library im Stadtteil Hakozaki wiedereröffnet worden.  
Seit seiner Wiedereröffnung hat das Museum zahlreiche Ausstellungen organisiert, die die Vielfalt künstlerischer Ausdrucksformen aus Japan und der ganzen Welt präsentieren, wobei der Schwerpunkt auf Künstlern liegt, die mit der Präfektur Fukuoka verbunden sind. Die Sammlung des Museums umfasst heute etwa 10.000 Werke. Das Museum organisiert auch Vorträge, Führungen, Workshops und Konzerte.  

## Sammlung
Das Museum sammelt und bewahrt Werke von Künstlern, die mit der Präfektur Fukuoka verbunden sind, sowie Kunstwerke, die die künstlerische Entwicklung der Region widerspiegeln. Die Sammlung reicht von der Kunst der Edo-Zeit bis zur modernen und zeitgenössischen Kunst.
Es gibt drei Sammlungsschwerpunkte:  
1. Moderne westliche japanische Kunst: Die Präfektur Fukuoka hat eine Reihe von japanischen Malern im westlichen Stil hervorgebracht, die zur Modernisierung der Malerei in Japan beigetragen haben, die Ende des 19. Jahrhunderts begann. Zu den wichtigsten Künstlern der Sammlung gehören Sakamoto Hanjirō, Takashima Yajuro, Kojima Zenzaburō, Nakamura Ken’ichi, Nakamura Takuji, Koga Harue und Nomiyama Gyōji. Besonders umfangreich ist die Sammlung von Takashima Yajuro mit ca. 140 Werken.  
2. Malutensilien der Ogata-Familie: Die als Kulturerbe der Präfektur Fukuoka klassifizierten Malutensilien der Ogata-Familie umfassen ca. 4700 Stücke, darunter Kopien und Entwürfe. Das Material stammt von der Familie Ogata, die im Dienst des Kuroda-Klans stand, der Fukuoka während der Edo-Zeit regierte. Die Sammlung dokumentiert die Verbreitung der Kano-Malschule in der Region.  
3. Kunsthandwerk (Kogei): Das Museum besitzt zahlreiche Objekte aus dem Kunsthandwerk der Präfektur Fukuoka, darunter Hakataori-Textilien, Kurume-Kasuri-Baumwollstoffe und Keramik wie Agano- und Koishiwara-Keramik. Darüber hinaus umfasst die Sammlung die ehemalige Kuga-Sammlung mit etwa 400 historischen Keramiken aus Kyūshū.  
In den letzten Jahren erhielt das Museum bedeutende Schenkungen, darunter Werke von Kagoshima Juzō (Papierfiguren), Toyofuku Tomonori (Skulpturen und Zeichnungen), Nomiyama Gyoji (Ölgemälde) und Egami Shigeo (Kreide- und Ölpastelle). Das Museum bemüht sich kontinuierlich um die Erweiterung seiner Sammlung in Zusammenarbeit mit Künstlern und Institutionen.